# Ripple mark

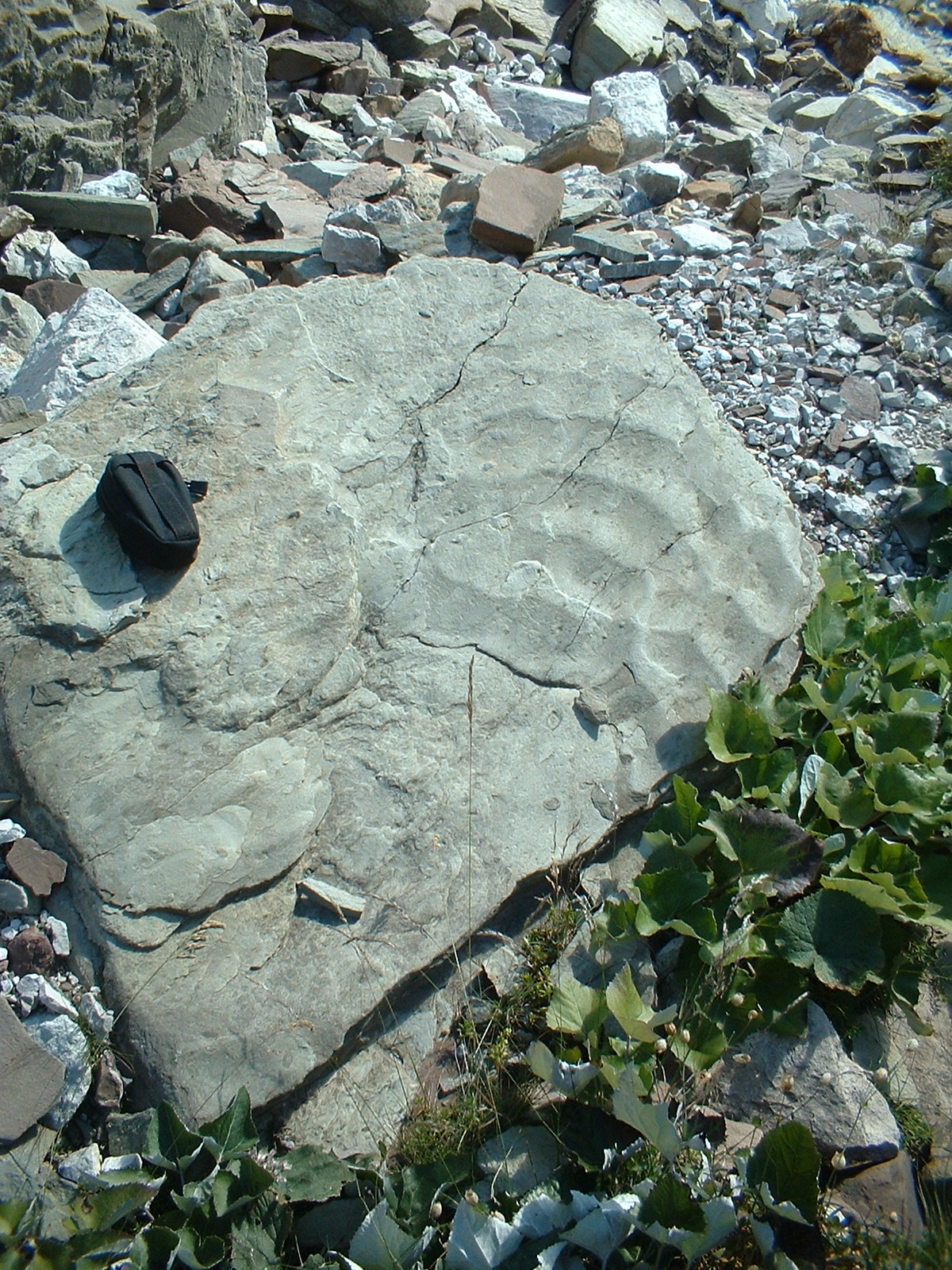
Ripple marks fossili nella Formazione di Werfen (Trentino)

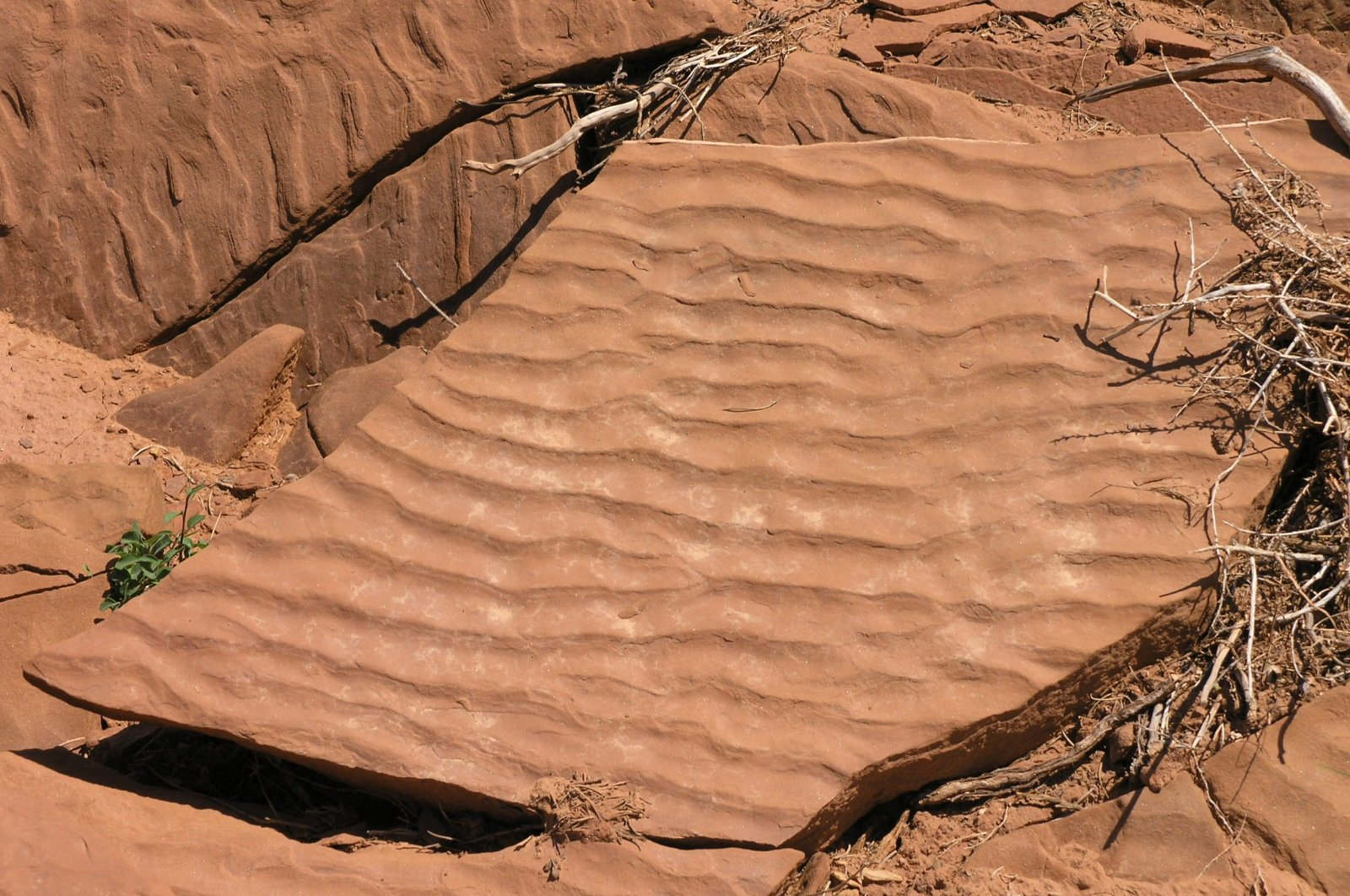
Ripple marks fossili nella Moenkopi Formation (Triassico (Utah)

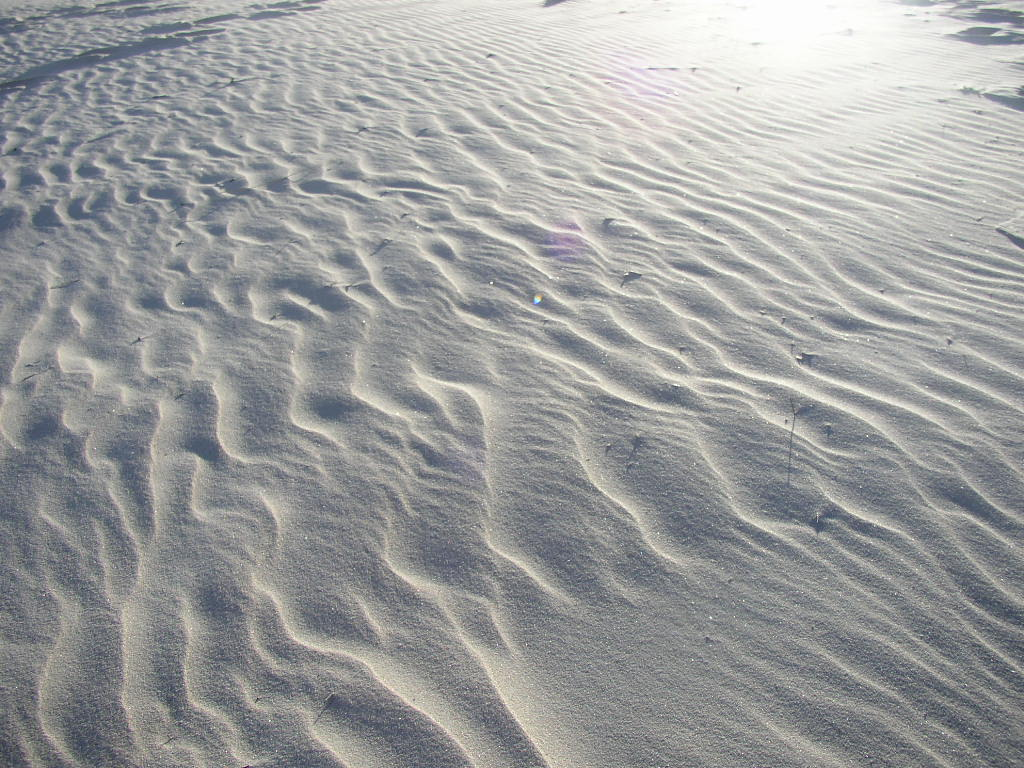
Ripple marks attuali su una spiaggia, parzialmente rimodellati dall'azione eolica

In sedimentologia si definiscono ripple marks o ripples (non esiste uno specifico termine in italiano per questi oggetti, talvolta chiamati genericamente ondulazioni oppure strutture sedimentarie superficiali) delle particolari strutture sedimentarie di origine trattiva, derivate cioè dall'azione di trazione delle particelle di sedimento sul fondale, esercitata da correnti unidirezionali o dalle oscillazioni del moto ondoso.

## Caratteristiche
Si tratta di increspature cicliche che si formano sulla superficie del sedimento inconsolidato, approssimativamente organizzate in ripetizioni cicliche di allineamenti subparalleli coalescenti fra loro, orientati in posizione perpendicolare alla direzione della corrente che li genera, in cui si riconoscono creste e depressioni la cui lunghezza d'onda può variare da 2-3 centimetri fino a 2-3 decimetri nel caso dei megaripples. Internamente, i ripples sono costituiti da lamine di spessore millimetrico; se osservati in sezione trasversale, si nota che le lamine sono inclinate nel verso della corrente.

## Meccanismo di formazione
Quando un fluido agisce su una superficie coperta da sedimento sciolto, con una velocità tale da esercitare uno stress di taglio maggiore dello stress di taglio critico, si attiva il movimento del sedimento, per sospensione, saltazione e trascinamento. Se la corrente diventa più forte, può erodere il sedimento, prenderlo in carico e ridepositarlo in conformazioni che variano di forma e dimensione in funzione del tipo di flusso subito e della granulometria del sedimento interessato.

## Ambienti di formazione
Questi ripple marks si possono rinvenire in tutti gli ambienti sedimentari in cui sono attive correnti acquee, sia in ambito continentale, come nel caso di ambiente fluviale, transizionale (deltizio e piane di marea), costiero e di piattaforma continentale; per la loro conservazione è necessaria l'assenza di bioturbazioni.
Simili ripples si ritrovano anche in ambiente subaereo desertico, sopra superfici sabbiose, dove sono formati da correnti aeree.
In presenza di moto oscillatorio, derivante dall'azione delle onde, si possono però avere ripples simmetrici, caratterizzati dall'inclinazione opposta delle lamine sulle due superfici del ripple. Il riconoscimento di questo tipo di ripple fornisce una chiara indicazione di ambiente sedimentario di acque basse, il cui fondo è sottoposto all'azione delle onde.